# Лора Секорд
Лора Секорд (Берлингтон, 13. септембар 1775 — Онтарио, 17. октобар 1868) била је канадска хероина рата 1812. године. Позната је по томе што је прешла 32. километра преко територије коју су окупирале Сједињене Државе да би стигла до британских трупа и обавестила их на предстојећи амерички напад. Њен допринос током рата није био познат, пошто се због њене и сигурности њене породице то чувало у тајности, али је након њене смрти постхумно одликована за своје заслуге. На стогодишњицу њеног хода позната канадска чоколатерија је променила име у Лора Секорд чоколатерија, у њену част.
Лора је са мужем живела у Нијагара области, коју су Американци заузели током рата. Локално становништво је морало да прими део војске у својим кућама. Тако је Лора једне вечери од официра који су боравили код њих чула да се спрема изненадни напад на важну територију коју контолишу Британци. 
Она је тог 22. јуна 1813. године рано ујутру, преко окупиране територије кренула на пут од 32 км како би британску војску обавестила о планираном нападу.
Та информација је била од пресудног значаја да Британци са савезницима 24. јуна одбране стратешки важну територију.
Њен труд је био заборављен до 1860. године кад јој је принц од Велса Едвард VII током посете Канади одао признање за пожртвованост. Њој је након смрти и Канада одала почаст, да би након тога школа била названа по њој, а њен лик је штампан и на новчићу. У Отави постоји и њена статуа у природној величини.